# Fuckparade

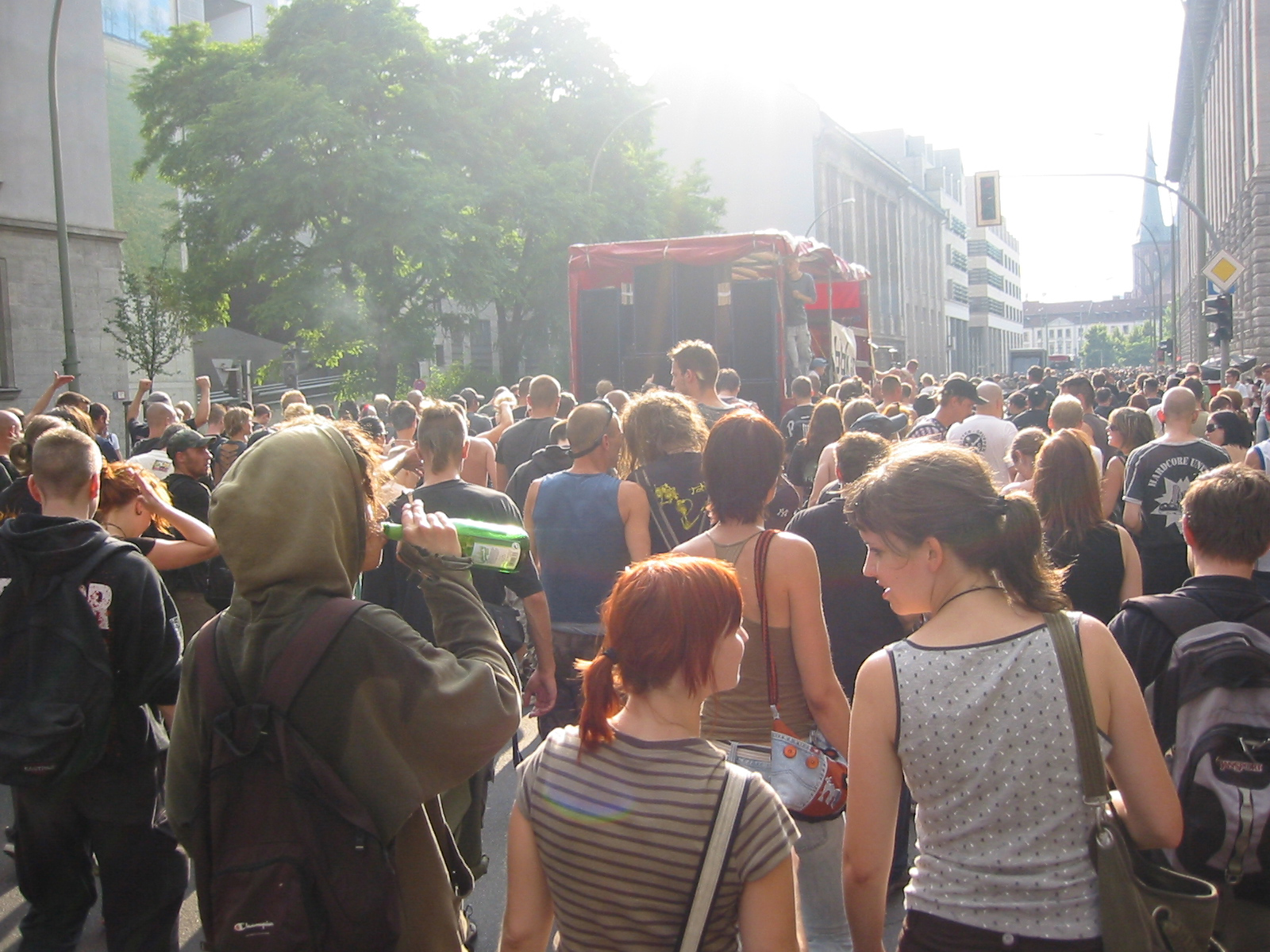
De Fuckparade van 2006

Fuckparade is een cultureel-politieke technodemonstratie in Berlijn die sinds 1997 wordt gehouden.
Het ontwikkelde zich als reactie op de Love Parade. De redenen waren een verbod op niet-gewenste technostijlen (gabber, speedcore) en de prijsverhogingen van de Love Parade (hoge prijzen voor auto's en het sponsoren).

De muziek op de Fuckparade is onder meer hardcoretechno, speedcore, tekno, gabber, extratone, punk en house. Daarnaast zijn ook politieke en culturele aspecten vertegenwoordigd. Sinds 2001 probeert de Duitse overheid de parade te beperken.

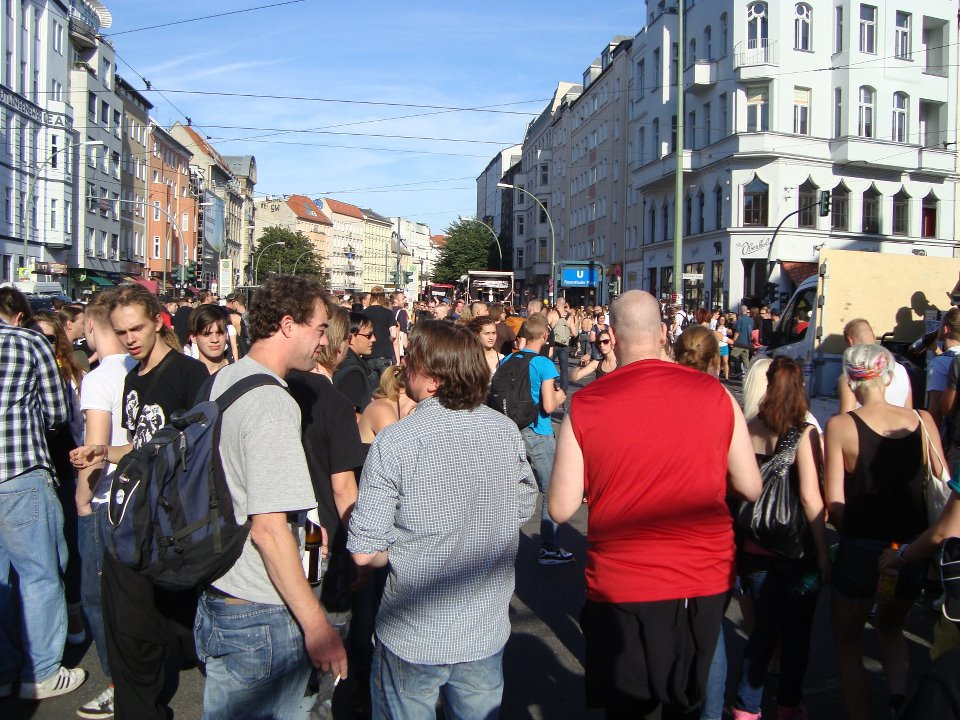
Fuckparade (2011)

Daar waar de Love Parade internationaal erg veel mensen trok is dit bij de Fuckparade beduidend minder. Het is ook niet de bedoeling van de Fuckparade-organisatie om letterlijk de Love Parade van de harde muziekstijlen te worden. Mede hierom heeft de organisatie in 2013 besloten terug te gaan naar hun "roots". Dit deden ze onder andere door het inperken van de hoeveelheid meerijdende soundsystems, het weren van (te) commerciële muziekstijlen zoals hardstyle en techno om zo ook het ondergrondse karakter te waarborgen.
In hun protesten richten ze zich vooral op Berlijn/Duitsland (waar bijvoorbeeld in Berlijn gentrificatie een groot probleem en een doorn in het oog van de organisatie is), maar ook op belangrijke politieke onderwerpen zoals de arrestatie van Pussy Riot in 2012 en de vluchtelingencrisis in 2015.
De Fuckparade heeft een overwegend links karakter en laat dit al jaren openlijk weten door anti-nazi-symbolen op hun flyers af te beelden en tijdens de parade ook te demonstreren tegen bewegingen als Pegida en Alternative für Deutschland.

De parade trekt jaarlijks zo'n acht- tot twaalfduizend bezoekers.
Data van de laatste jaren:
- 2005: 6 augustus
- 2006: 29 juli
- 2007: 18 augustus (15 wagens)
- 2008: 9 augustus
- 2009: 22 augustus
- 2010: 21 augustus (15 wagens)
- 2011: 20 augustus (19 wagens)
- 2012: 25 augustus (17 wagens)

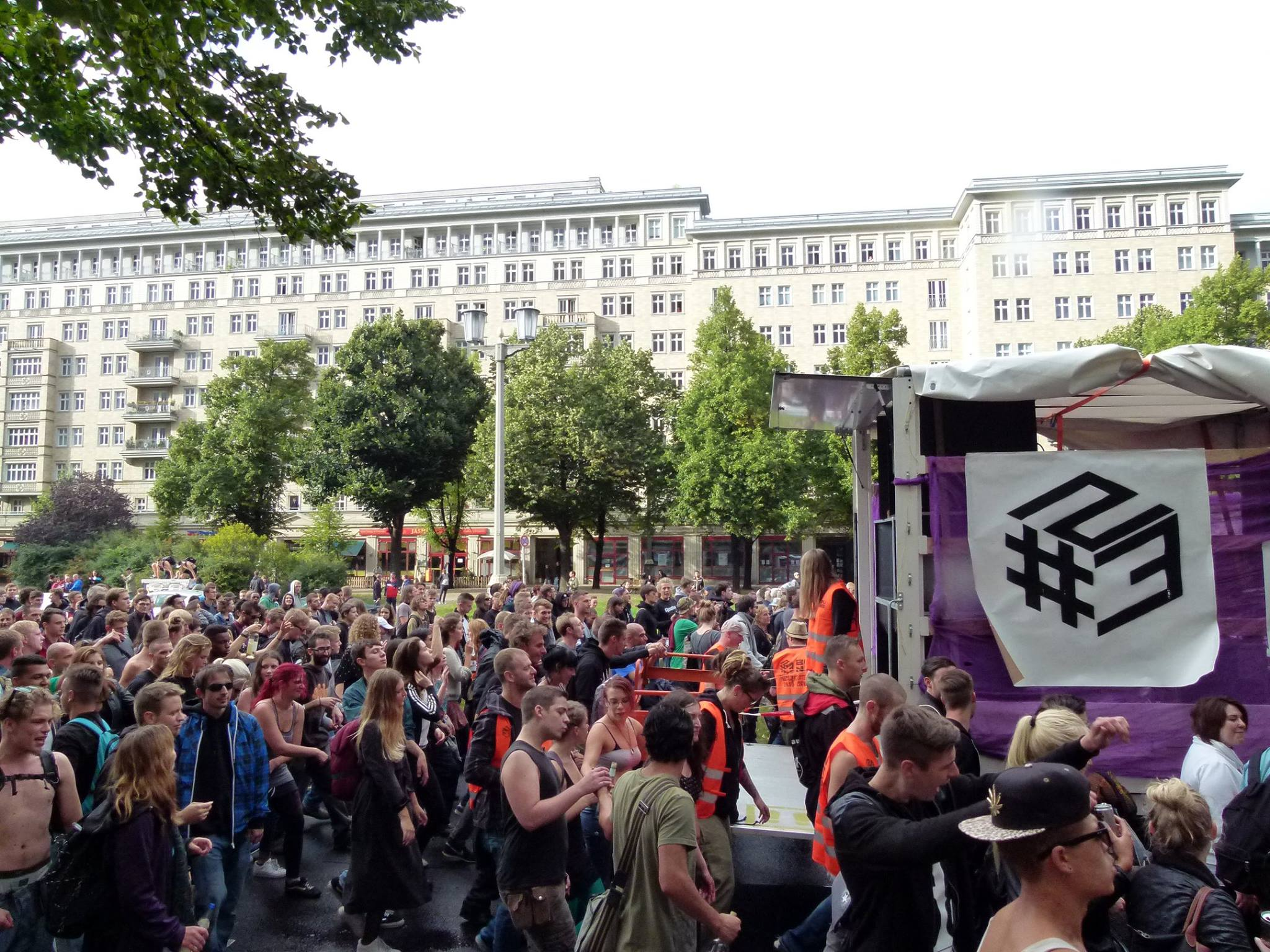
Wagen met Nederlandse deelnemers aan de Fuckparade (2015)

- 2013 Back 2 the Rootz: 7 september (4 wagens)
- 2014 Wir sind die Spitze des Eisbergs: 6 september (5 wagens)
- 2015 Stören is Hören: 5 september (5 wagens)
- 2016 Musik kennt keine grenzen! Aber wir kennen unsere!: 15 oktober
- 2017 Fuck the system: 19 augustus
- 2018: 1 september